# KBS World
KBS World – największa i najszybciej rozwijająca się koreańska stacja telewizyjna, utworzona w 2003 roku, a także radio. Celem stacji jest przybliżenie widzom na całym świecie kultury koreańskiej. W tej chwili kanał mogą odbierać widzowie z ponad 150 krajów. Kanał nadawany jest w języku koreańskim, a prawie wszystkie programy są emitowane z angielskimi napisami. KBS World nadaje dokumenty, programy informacyjne, rozrywkowe, a także seriale własnej produkcji. Kanał dostępny jest na platformie cyfrowej Canal+ (polska platforma cyfrowa), Polsat Box a także w sieciach kablowych oraz darmo (FTA) z satelity Badr 6 (26,0°E).

## KBS World HD
Od 2010 roku KBS planował rozpoczęcie nadawania swojego międzynarodowego kanału w wysokiej rozdzielczości. Pierwotnie "przejście" na HD miało nastąpić w 2014 roku. Jednak ogromny wzrost zainteresowania Koreą Południową na świecie przyspieszył te plany. 3 września 2012 udostępniono sygnał HD dla mieszkańców Azji, Południowej Afryki oraz Australii i Oceanii. 1 stycznia 2013 KBS World HD pojawił się w Europie. Dostępne są napisy w języku angielskim.